# Státní fondy České republiky
Státní fondy České republiky jsou právnickými osobami, které sdružují majetek k určitému účelu. Účelem státních fondů je důsledné oddělení majetku pocházejícího z některých vázaných zdrojů, například strukturálních fondů Evropské unie nebo speciálních poplatků či výnosů.
Podle stanoviska Nejvyššího státního zastupitelství majetek akciových společností, obecně prospěšných společností, nadací, nadačních fondů a zájmových sdružení právnických osob, v nichž má stát majetkovou účast nebo členství nebo je jejich zakladatelem, se z hlediska trestního práva nepovažuje za majetek státu (součást státního rozpočtu).

## Seznam fondů

### Současné fondy
- Státní fond životního prostředí České republiky – zřízen zákonem č. 388/1991 Sb.
- Státní fond kultury České republiky – zřízen zákonem č. 239/1992 Sb.
- Státní fond dopravní infrastruktury (SFDI) – zřízen zákonem č. 104/2000 Sb.
- Státní fond podpory investic – vznikl přejmenováním Státního fondu rozvoje bydlení (zřízeného zákonem č. 211/2000 Sb.) k 1. červnu 2020 na základě novely č. 113/2020 Sb.
- Státní zemědělský intervenční fond – zřízen zákonem č. 256/2000 Sb.
- Státní fond kinematografie – zřízen zákonem 496/2012 Sb. o audiovizuálních dílech a podpoře kinematografie, který nabyl účinnosti dne 1. ledna 2013, nahradil Státní fond pro podporu a rozvoj české kinematografie

### Zaniklé fondy
- Státní fond pro zúrodnění půdy – zřízen zákonem 77/1969 Sb., zrušen zákonem č. 94/2005 Sb. k 1. lednu 2006
- Fond národního majetku České republiky – zřízen § 4 odst. 1 zák. č. 171/1991 Sb., nehospodařil s majetkem státu,[1] zrušen zákonem č. 178/2005 Sb.
- Pozemkový fond České republiky – zřízen zákonem č. 569/1991 Sb., zrušen zákonem č. 503/2012 Sb. k 31. prosinci 2012, jeho zbytková agenda byla nahrazena Státním pozemkovým úřadem
- Státní fond České republiky pro podporu a rozvoj české kinematografie – zřízen zákonem č. 241/1992 Sb., zrušen zákonem 496/2012 Sb. o audiovizuálních dílech a podpoře kinematografie, který nabyl účinnosti dne 1. ledna 2013, nahrazen Státním fondem kinematografie (právní nástupce)
- Fond dětí a mládeže – zřízen zákonem č. 113/1993 Sb., do 30. listopadu 2000 spravoval majetek státu,[1] zákonem 364/2000 Sb. byl zrušen
- Státní fond tržní regulace v zemědělství – zřízen zákonem č. 472/1992 Sb., zrušen zákonem č. 256/2000 Sb. k 11. 8. 2000, nahrazen Státním zemědělským intervenčním fondem

### Navržené fondy
Rada Asociace krajů České republiky v květnu 2008 navrhla zřídit Státní fond obnovy vodohospodářské infrastruktury.
V roce 2002 Poslanecká sněmovna zamítla poslanecký návrh na zřízení Státního fondu rozvoje lesního hospodářství ČR, vláda návrh také odmítla.

### Československé fondy
V poválečném Československu existovaly
- Fond národní obnovy a
- Národní pozemkový fond.

## Kontroverze
V roce 2012 Nejvyšší kontrolní úřad zveřejnil, že prověřil hospodaření v letech 2008 až 2010 u 4 ze 6 existujících státních fondů, a to Státního fondu rozvoje bydlení, Státního fondu životního prostředí České republiky, Státního fondu České republiky pro podporu a rozvoj české kinematografie a Státního fondu kultury České republiky. V tiskové zprávě uvedl, že kontrolované státní fondy více či méně neplní své poslání. Například fond kultury České republiky už šest let neposkytl jedinou dotaci na kulturní projekty, protože všemi svými příjmy splácel státu dřívější dotaci po krachu loterie Česká lotynka, a uzavřel několik pochybných smluv. Fond prý nefungoval proto, Poslanecká sněmovna od roku 2006 do roku 2011 nezvolila členy Rady tohoto fondu. Státní fond životního prostředí nebyl schopen dohledat mobilní majetek v hodnotě 2,8 milionu korun a podivně hospodařil s nemovitostmi.